# Wetterzeube
Wetterzeube est une commune allemande de l'arrondissement du Burgenland, Land de Saxe-Anhalt.

## Géographie
La commune regroupe les quartiers de Breitenbach, Dietendorf, Goßra, Haynsburg, Katersdobersdorf, Kleinpötewitz, Koßweda, Obersiedel, Pötewitz, Raba, Rossendorf, Sautzschen, Schkauditz, Schleckweda, Schlottweh et Trebnitz.
| Droyßig | Kretzschau  |                       |
|         | Wetterzeube | Gutenborn             |
| Gera    | Heideland   | Crossen an der Elster |

## Histoire
Wetterzeube est mentionné pour la première fois en 1209.